# Liga mistrů CONCACAF 2010/2011
Ročník 2010/11 Ligy mistrů CONCACAF (anglicky CONCACAF Champions League) byl 46. ročníkem klubové soutěže pro nejlepší severoamerické fotbalové týmy. Vítězem se stal tým CF Monterrey, který tak postoupil na Mistrovství světa ve fotbale klubů 2011.

## Předkolo
Úvodní zápasy hrány v termínu kolem 28. července, odvety kolem 4. srpna 2010.
| Domácí v 1. zápase | Celkem | Hosté v 1. zápase     | 1. zápas | 2. zápas |
| ------------------ | ------ | --------------------- | -------- | -------- |
| FAS                | 3–1    | Xelajú                | 1–1      | 2–0      |
| Brujas             | 4–6    | Joe Public            | 2–2      | 2–4      |
| San Juan Jabloteh  | 0–6    | Santos Laguna         | 0–1      | 0–5      |
| San Francisco      | 2–9    | Cruz Azul             | 2–3      | 0–6      |
| Los Angeles Galaxy | 3–5    | Puerto Rico Islanders | 1–4      | 2–1      |
| Tauro              | 2–4    | Marathón              | 0–3      | 2–1      |
| Seattle Sounders   | 2–1    | Isidro Metapán        | 1–0      | 1–1      |
| Toronto FC         | 3–2    | Motagua               | 1–0      | 2–2      |

## Základní skupiny
Základní skupiny se hrály od 17. srpna do 21. října 2010.

### Skupina A
| Tým            | Z | V | R | P | GV | GI | +/- | B  |
| -------------- | - | - | - | - | -- | -- | --- | -- |
| Real Salt Lake | 6 | 4 | 1 | 1 | 17 | 11 | +6  | 13 |
| Cruz Azul      | 6 | 3 | 1 | 2 | 15 | 9  | +6  | 10 |
| Toronto FC     | 6 | 2 | 2 | 2 | 5  | 7  | −2  | 8  |
| Árabe Unido    | 6 | 1 | 0 | 5 | 4  | 14 | −10 | 3  |

|                | ÁRA | CRU | RSL | TOR |
| -------------- | --- | --- | --- | --- |
| Árabe Unido    | –   | 0–6 | 2–3 | 1–0 |
| Cruz Azul      | 2–0 | –   | 5–4 | 0–0 |
| Real Salt Lake | 2–1 | 3–1 | –   | 4–1 |
| Toronto FC     | 1–0 | 2–1 | 1–1 | –   |

### Skupina B
| Tým           | Z | V | R | P | GV | GI | +/- | B  |
| ------------- | - | - | - | - | -- | -- | --- | -- |
| Santos Laguna | 6 | 4 | 1 | 1 | 19 | 7  | +12 | 13 |
| Columbus Crew | 6 | 4 | 0 | 2 | 10 | 4  | +6  | 12 |
| Municipal     | 6 | 2 | 2 | 2 | 9  | 13 | −4  | 8  |
| Joe Public    | 6 | 0 | 1 | 5 | 7  | 21 | −14 | 1  |

|               | CLB | JOE | MUN | SAN |
| ------------- | --- | --- | --- | --- |
| Columbus Crew | –   | 3–0 | 1–0 | 1–0 |
| Joe Public    | 1–4 | –   | 2–3 | 2–5 |
| Municipal     | 2–1 | 1–1 | –   | 2–2 |
| Santos Laguna | 1–0 | 5–1 | 6–1 | –   |

### Skupina C
| Tým              | Z | V | R | P | GV | GI | +/- | B  |
| ---------------- | - | - | - | - | -- | -- | --- | -- |
| Monterrey        | 6 | 5 | 1 | 0 | 11 | 4  | +7  | 16 |
| Saprissa         | 6 | 3 | 1 | 2 | 11 | 7  | +4  | 10 |
| Marathón         | 6 | 2 | 0 | 4 | 5  | 11 | −6  | 6  |
| Seattle Sounders | 6 | 1 | 0 | 5 | 6  | 11 | −5  | 3  |

|                  | MAR | MON | SAP | SEA |
| ---------------- | --- | --- | --- | --- |
| Marathón         | –   | 0–1 | 2–1 | 2–1 |
| Monterrey        | 2–0 | –   | 1–0 | 3–2 |
| Saprissa         | 4–1 | 2–2 | –   | 2–0 |
| Seattle Sounders | 2–0 | 0–2 | 1–2 | –   |

### Skupina D
| Tým                   | Z | V | R | P | GV | GI | +/- | B  |
| --------------------- | - | - | - | - | -- | -- | --- | -- |
| Olimpia               | 6 | 4 | 1 | 1 | 12 | 7  | +5  | 13 |
| Toluca                | 6 | 3 | 1 | 2 | 15 | 5  | +10 | 10 |
| Puerto Rico Islanders | 6 | 2 | 2 | 2 | 8  | 10 | −2  | 8  |
| FAS                   | 6 | 0 | 2 | 4 | 2  | 15 | −13 | 2  |

|              | FAS | OLI | PRI | TOL |
| ------------ | --- | --- | --- | --- |
| FAS          | –   | 1–4 | 0–0 | 0–0 |
| Olimpia      | 2–0 | –   | 3–0 | 2–1 |
| PR Islanders | 4–1 | 1–1 | –   | 3–2 |
| Toluca       | 5–0 | 4–0 | 3–0 | –   |

## Play off

### Čtvrtfinále
Úvodní zápasy hrány v termínu kolem 23. února, odvety kolem 2. března 2011.
| Domácí v 1. zápase | Celkem | Hosté v 1. zápase | 1. zápas | 2. zápas |
| ------------------ | ------ | ----------------- | -------- | -------- |
| Toluca             | 0–2    | Monterrey         | 0–1      | 0–1      |
| Cruz Azul          | 5–1    | Santos Laguna     | 2–0      | 3–1      |
| Columbus Crew      | 1–4    | Real Salt Lake    | 0–0      | 1–4      |
| Saprissa           | 3–1    | Olimpia           | 1–0      | 2–1      |

### Semifinále
Úvodní zápasy hrány v termínu kolem 15. března, odvety kolem 5. dubna 2011.
| Domácí v 1. zápase | Celkem | Hosté v 1. zápase | 1. zápas | 2. zápas |
| ------------------ | ------ | ----------------- | -------- | -------- |
| Real Salt Lake     | 3–2    | Saprissa          | 2–0      | 1–2      |
| Monterrey          | 3–2    | Cruz Azul         | 2–1      | 1–1      |

### Finále
Úvodní zápas se hrál 20. dubna, odveta 27. dubna 2011.
| Domácí v 1. zápase | Celkem | Hosté v 1. zápase | 1. zápas | 2. zápas |
| ------------------ | ------ | ----------------- | -------- | -------- |
| Monterrey          | 3–2    | Real Salt Lake    | 2–2      | 1–0      |

| Liga mistrů CONCACAF 2010/11 CF Monterrey První titul |